# 羅克克里克鎮區 (印地安納州亨廷頓縣)
羅克克里克鎮區（英語：Rock Creek Township）是位於美國印地安納州亨廷頓縣的一個行政鎮區。

## 地方資料
根據2010年美國人口普查的數據，羅克克里克鎮區的面積為95.40平方千米，當中陸地面積為94.30平方千米，而水域面積為1.10平方千米。當地共有人口1350人，而人口密度為每平方千米14.15人。